# Банка смерті
Банка смерті (англ. The Killing Jar) — американський трилер 1997 року.

## Сюжет
Майкл разом зі своєю дружиною переїжджає в місто свого дитинства. Незабаром після їхнього приїзду в окрузі починають відбуватися жорстокі вбивства дітей. Підозри падають на Майкла, який починає сумніватися у своєму розумі і, як наслідок, у власній невинності.

## У ролях
| Актор          | Роль                   |
| -------------- | ---------------------- |
| Бретт Каллен   | Майкл Сенфорд          |
| Тамлін Томита  | Діана Сенфорд          |
| Вес Стьюді     | Кемерон                |
| Карлос Бернард | Шаєн                   |
| Ксандер Берклі | Денні Еванс            |
| Едіт Верон     | Марта Ресіджі          |
| Джек Воллес    | Дік Ресіджі            |
| Джон Філбін    | Піт Лоуренс            |
| Том Бауер      | детектив Джейк Пестоун |
| Френк Макрей   | детектив Берні Морріс  |
| Брайон Джеймс  | доктор Вінсент Гаррет  |
| Майкл Хелпін   | Стюарт Вайсман         |
| М. Еммет Волш  | шериф Фолі             |
| Холлі Чант     | Кеті                   |
| Джеймс Ной     | Роберт Сенфорд         |
| Торан Коделл   | молодий Майкл Сенфорд  |
| Джордан Ошин   | молодий Шон Еванс      |
| Гебріел Луці   | молодий Денні Еванс    |
| Брендон Діміт  | молодий Піт Лоуренс    |